# Joseph-Marie Gourlay
Joseph-Marie Gourlay est un homme politique français né le 7 novembre 1759 à Lanrivain (Bretagne) et mort le 9 octobre 1818 au même lieu.

## Biographie
Joseph-Marie de Gourlay est le fils de Joseph Gourlay, sieur de La Haye, avocat à la Cour et sénéchal de Lanrivain, et de Marie Bellom. Il est le frère de Jean-Marie Gourlay, député de Loire-Atlantique.
Après ses études le droit, il se fait inscrire comme avocat et entre dans la magistrature sous l'Empire. Président de la cour criminelle des Côtes-du-Nord en 1804, il est nommé, lors de la suppression de ces tribunaux (14 avril 1811), conseiller à la cour d'appel de Rennes. 
Le 2 mai 1809, il est désigné par le Sénat conservateur pour représenter au Corps législatif le département des Côtes-du-Nord : il y siège jusqu'en 1815, adhéra à la déchéance de Napoléon, parle, le 2 septembre 1814, en faveur du projet de loi du gouvernement sur le budget, et appuie son opinion de l'insuffisance des autres projets présentés. 
Il est confirmé par la Restauration dans les fonctions de conseiller prés la cour royale de Rennes, le 3 janvier 1816, et il les conserve jusqu'à sa mort (1818). 
Il est chevalier de la Légion d'honneur.
Marié avec Marie Françoise Courson, il est le beau-père de Guy Fulgence Tiengou de Treferiou.

## Sources
- « Joseph-Marie Gourlay », dans Adolphe Robert et Gaston Cougny, Dictionnaire des parlementaires français, Edgar Bourloton, 1889-1891 [détail de l’édition]